# Flaz
La Flaz est une rivière des Alpes rhétiques en Suisse et un affluent de l'Inn, donc un sous-affluent du Danube.

## Géographie
Elle coule en Engadine entre Pontresina et Samedan. À Pontresina, elle naît de la confluence de deux torrents de montagnes : l'Ova da Roseg et la Berninabach.

## Déviation

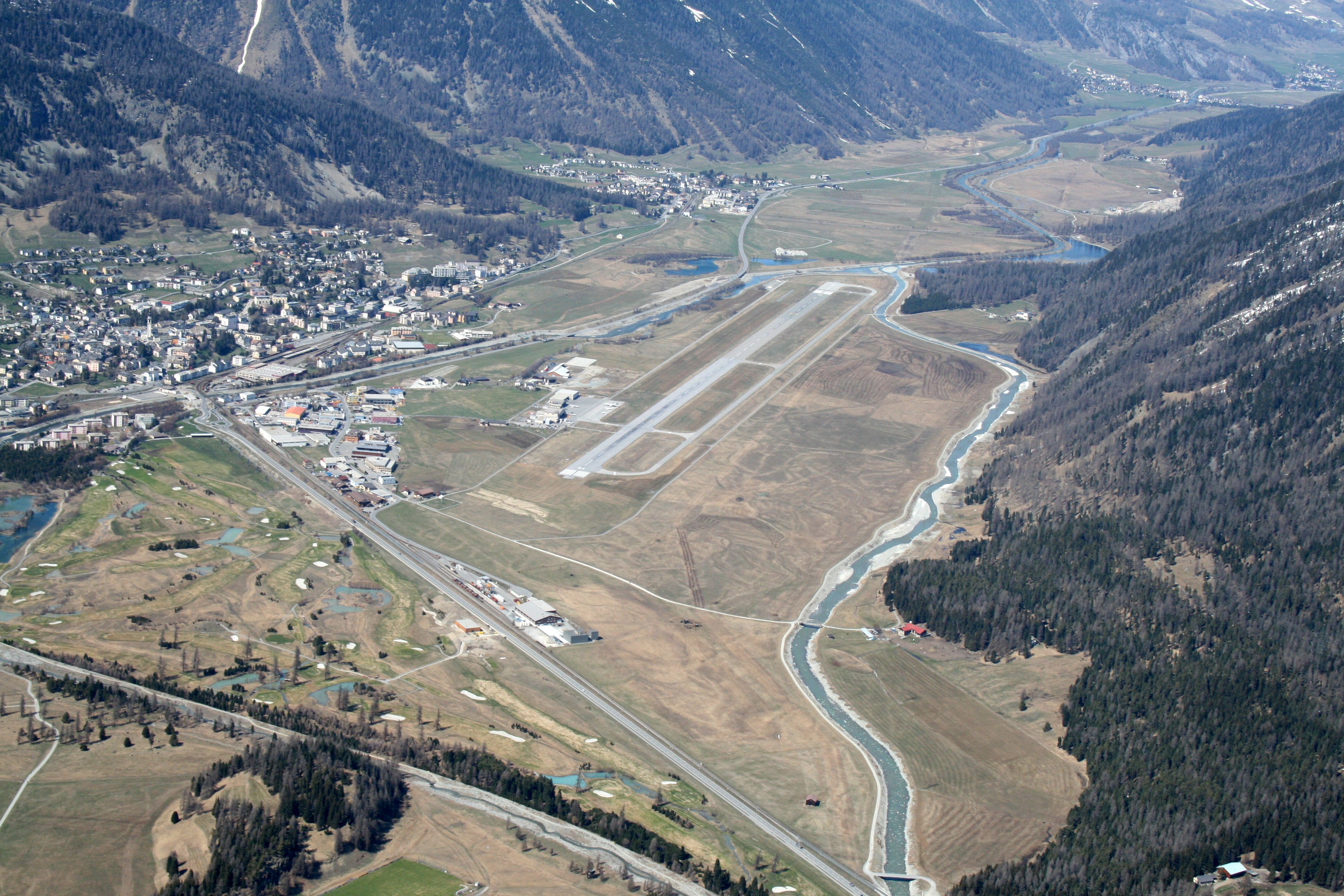
L'ancien cours sur la gauche de la photo, le nouveau sur la droite le long de l'aéroport.

En 2004, une partie du cours a été déplacée. Auparavant, la Flaz rejoignait l'Inn juste en amont de Samedan, depuis lors elle longe l'aéroport de Samedan à l'est pour rejoindre l'Inn en aval de Samedan. Le cours de la Flaz en a été allongé de deux kilomètres. L'ancien cours a été ensablé. Cette correction du cours a été réalisée dans un but de protection contre les crues.

### Sources
- (de) Cet article est partiellement ou en totalité issu de l’article de Wikipédia en allemand intitulé « Flaz » (voir la liste des auteurs).